# Classe Invincible (incrociatore)
La classe Invincible di incrociatori da battaglia costituì il primo esempio di questo tipo di nave da guerra. La sua realizzazione fu voluta dall'ammiraglio John Fisher, già fautore della prima corazzata monocalibro, la HMS Dreadnought. Egli visualizzò un nuovo tipo di unità maggiore, una via di mezzo tra l'incrociatore corazzato e la nave da battaglia. Il battlecruiser avrebbe avuto l'armamento della seconda, ma l'alta velocità del primo.

## Progetto e costruzione
Le tre unità della classe, Invincible, Inflexible e Indomitable, furono impostate all'inizio del 1906, secondo le specifiche finali suggerite dalla visione dell'ammiraglio Fisher. Ognuna doveva essere armata con otto cannoni da 12 pollici installati in quattro torrette binate, una a prua, una a poppa e due a centro nave, a babordo e tribordo, sfalsate dalla linea di mezzeria. Questo era un armamento equivalente a quello delle navi da battaglia più moderne dell'epoca. Comunque la protezione di cui erano dotate era più debole, la cintura corazzata era spessa 150 mm a metà nave e 100 mm a prua, mentre quella del ponte era spessa solo 20 mm. Per confronto, la cintura corazzata della nave da battaglia Dreadnought era spessa 280 mm. Ma come desiderato dall'ammiraglio Fisher la velocità avrebbe dovuto essere la loro protezione, erano tutte state progettare per i 25 nodi, ma erano in grado di raggiungere anche i 28 nodi.

## Servizio
Tutte entrarono in servizio nella prima metà del 1908. Inizialmente l'Invincible e l'Inflexible furono assegnate alla Home Fleet, mentre l'Indomitable trasportò il principe di Galles (il futuro re Giorgio V) alle celebrazioni dell'anniversario in Canada, prima di unirsi anch'esso alla Home Fleet.
Nel 1914 l'Invincible venne assegnato alla costa est dell'Inghilterra, come parte della forza dell'ammiraglio David Beatty, mentre l'Inflexible e l'Indomitable, insieme con il più recente l'Indefatigable formarono il nucleo della Mediterranean Fleet. Fu nel Mar Mediterraneo che presero parte alla prima azione navale significativa della prima guerra mondiale, l'inseguimento delle navi da guerra tedesche Goeben e Breslau. La prima azione dell'Invincible fu invece come parte della forza di incrociatori di battaglia che supportarono l'operazione di Heligoland.
Nel novembre 1914, nella battaglia di Coronel lo squadrone dell'ammiraglio Christopher Cradock venne distrutto dallo squadrone tedesco comandato dall'ammiraglio von Spee. In risposta l'Ammiragliato ordinò l'invio di uno squadrone di navi alla caccia dei tedeschi, condotto dall'ammiraglio Doveton Sturdee a bordo dell'Invincible, accompagnato dall'Inflexible e da diversi altri incrociatori. Il risultato fu la battaglia delle isole Falkland nel corso della quale la forza britannica affondò tutto lo squadrone tedesco.
Il 24 gennaio 1915 una forza di incrociatori da battaglia tedeschi entrò nel mare del Nord nei pressi di Dogger Bank, dove vennero affrontati da una forza maggiore di incrociatori da battaglia britannici, tra cui l'Indomitable. Nel corso dell'azione venne affondato l'incrociatore tedesco Blücher. Quello stesso anno l'Inflexible venne incluso nella forza di bombardamento contro le difese costiere turche nei stretto dei Dardanelli, nel corso del quale subì danni significativi. Verso la fine dell'anno gli incrociatori da battaglia britannici vennero organizzati in tre squadroni, di cui il terzo consisteva delle tre navi classe Invincible al comando del rear admiral H.L.A. Hood a bordo dell'Invincible.
Nel maggio 1916 il 3rd Battlecruiser Squadron venne temporaneamente riassegnato alla Grand Fleet per esercitazioni di tiro e venne trasferito a Scapa Flow. Il 30 maggio l'intera Grand Fleet, insieme con gli incrociatori da battaglia di Beatty venne inviato in mare per ricevere una sortita della Hochseeflotte tedesca. Il risultato fu l'epica Battaglia dello Jutland. Per supportare Beatty, l'ammiraglio Hood condusse i suoi tre incrociatori da battaglia all'avanguardia della Grand Fleet. Nel corso dello scontro con i tedeschi tutte le navi subirono gravi danni. L'Invincible venne colpito dall'incrociatore da battaglia Derfflinger e dalla nave da battaglia König, che penetrarono la trascurabile corazzatura del ponte ed esplosero nel magazzino armi della torre 'Q', causando l'esplosione dell'adiacente torre 'P' ed infine di tutta la nave che si spezzò in due ed affondò portando con sé 1.020 uomini dell'equipaggio.
La perdita contemporanea di tre incrociatori da battaglia allo Jutland (gli altri furono la Queen Mary e la Indefatigable) portò alla riorganizzazione della forza in due squadroni, e l'Inflexible e l'Indomitable furono assegnati al 2nd Battlecruiser. Comunque dopo lo Jutland ci furono poche attività navali significative, grazie agli ordini del Kaiser di Germania che non permise alla sua flotta di uscire dai porti, salvo che non fosse certa della vittoria. La fine della guerra segnò la fine per molti dei vascelli più vecchi tra cui le due navi rimanenti di questa classe. Entrambe furono assegnate alla Reserve Fleet nel 1919, furono radiate nel marzo 1920 e smantellate nel dicembre 1922.